# Wasserträgerin (Rolf Szymanski)

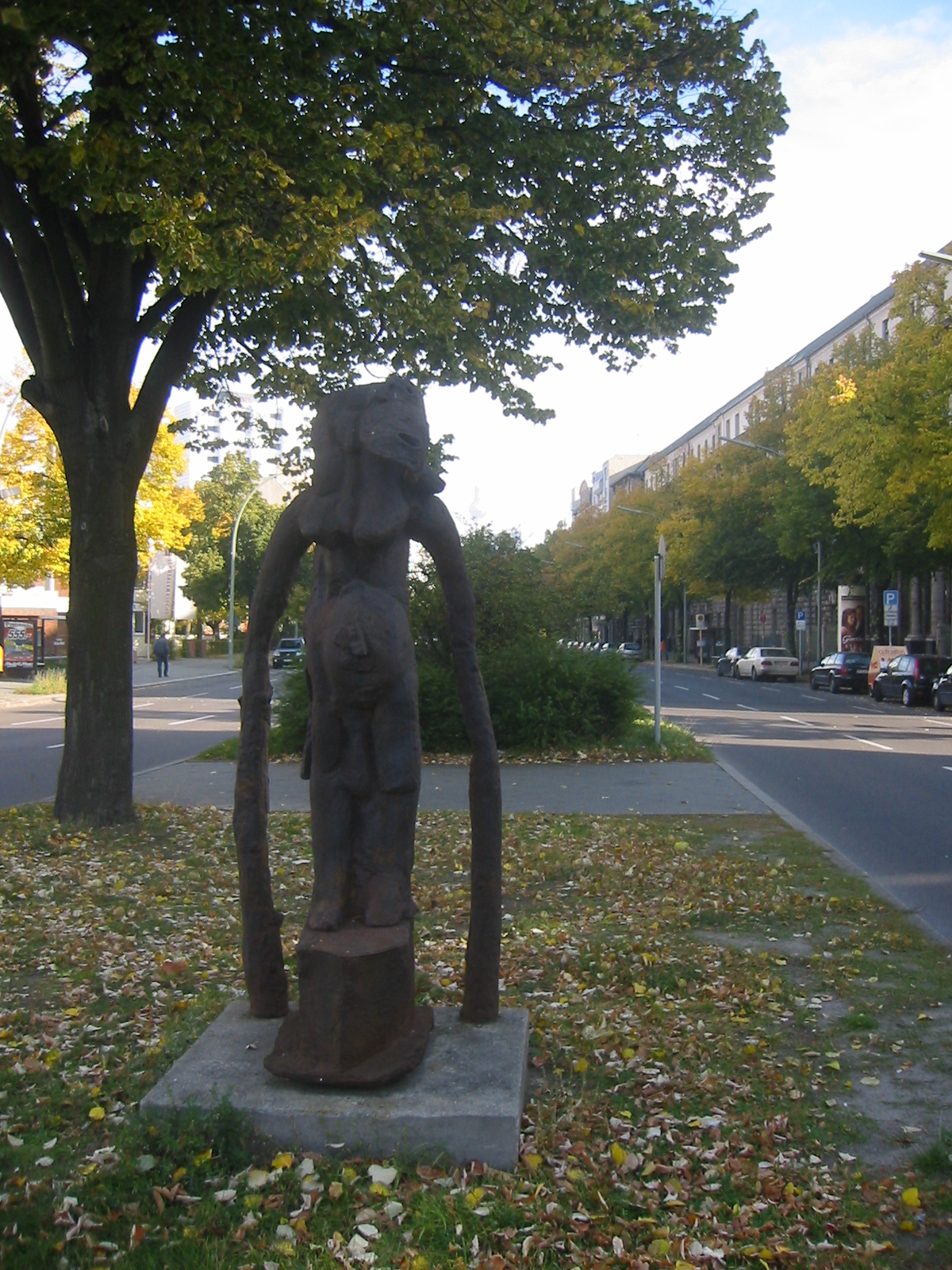
Skulptur Wasserträgerin von Rolf Szymanski in Berlin-Kreuzberg

Die Skulptur Wasserträgerin ist ein Werk des deutschen Bildhauers Rolf Szymanski. Sie steht auf dem Mittelstreifen der Lindenstraße im Berliner Ortsteil Kreuzberg. Sie ist ein Teil einer elfteiligen Ausstellung mit dem Titel Kunst – Stadt – Raum der Berlinischen Galerie, die 2005 im öffentlichen Raum der Stadt zu sehen war.

## Aufbau
Das Werk besteht aus einer Skulptur mit den Abmessungen 239 cm × 96 cm × 110 cm und ist aus Eisen gefertigt. Sie entstand im Jahr 1981 und wurde im Jahr 1998 von der Senatsverwaltung für Bauen, Wohnen und Verkehr aus dem Skulpturengarten am Funkturm in die Lindenstraße übernommen.

## Symbolik
Die Berlinische Galerie beschreibt die Skulptur wie folgt:

„Wasser tragen ist eine uralte, urzeitliche, archetypische Tätigkeit, um zu überleben. Hier ist sie zum Sinnbild geworden. Wie ein Monument der gefährdeten Existenz tritt uns diese Figur denn auch gegenüber. Mit überlängten mächtigen „Armen“, die wie eine riesige Wünschelrute den Boden berühren, steht sie fest und sicher, erdverbunden, die Kraftströme der Welt in sich aufnehmend. Aber sie bezieht die Energie aus dem Raum hinter sich, wie wenn sie in die eigene Geschichte zurückgreift, um unbeirrbar in die Unwägbarkeiten der Zukunft zu schauen, ihren Leib preisgebend. In aller Idolhaftigkeit ist die Wasserträgerin zugleich durchdrungen von Hoffnung und Menschlichkeit.“

Die Skulptur reiht sich damit in eine ganze Reihe, ähnlich gestalteter Werke wie Black Sun Press oder die Warschauer Nixe ein.

## Umfeld der Ausstellung
Da die Berlinische Galerie aus Platzmangel keinen eigenen Skulpturengarten unterhalten kann, kam die Idee auf, das Umfeld der Galerie zum öffentlichen Kunstraum umzugestalten. Damit sollen Spaziergänger, die hier in der Südlichen Friedrichstadt auf der Suche nach Museen wie dem Jüdischen Museum sind, signalisiert werden: „Hier bin ich bestimmt richtig.“